# Le Monde englouti (J. G. Ballard)
Ne doit pas être confondu avec Les Mondes engloutis.
 (septembre 2018).
Si vous disposez d'ouvrages ou d'articles de référence ou si vous connaissez des sites web de qualité traitant du thème abordé ici, merci de compléter l'article en donnant les références utiles à sa vérifiabilité et en les liant à la section « Notes et références ».
Le Monde englouti (titre original : The Drowned World) est un roman de science-fiction, écrit en 1962 par James G. Ballard (Royaume-Uni). Ce livre a été publié pour la première fois en France en 1964 aux éditions Denoël avec une traduction de Marie-France Desmoulin. Une nouvelle traduction a été réalisée par Michel Pagel en 2008. 

## Présentation de l'œuvre
Il s'inscrit dans la série des romans catastrophes, dite Les Quatre apocalypses, que l'auteur écrivit au début des années 1960. Celle-ci, outre le Monde englouti, comprend : Le Vent de nulle part (1962), Sécheresse (1965) et la Forêt de cristal (1966).
Chaque roman de cette série met en scène une catastrophe différente venant détruire la civilisation humaine : 
- l'inondation dans le Monde englouti
- les tempêtes dans le Vent de nulle part
- la canicule dans Sécheresse
- la fossilisation des choses et des gens dans la Forêt de cristal.

Ce dernier roman, pour la plupart des critiques, est d'ailleurs considéré comme l'un des plus beaux qu'il ait jamais écrit.

## Résumé
Dans un futur proche, une série d'explosions solaires a augmenté la température de la planète et un climat tropical règne sur l'ensemble de la Terre. La faune et la flore sont revenus à ce qu'elles étaient à l'époque préhistorique, et l'homme n'a plus beaucoup de place dans ce monde surchauffé et étouffant. Ayant fui les grandes villes et les continents recouverts de vastes forêts infestées d'iguanes et de moustiques et arrosés continuellement de pluies diluviennes, les hommes vivent désormais dans des bases au Groenland, en Antarctique et dans diverses îles des pôles.
Dans ce contexte, le médecin Kerans participe à une expédition scientifique sur le site englouti d'une ancienne capitale européenne. La déliquescence d'un monde en ruine, la tentation de la régression vers un monde primitif préhistorique, la lutte perdue d'avance des hommes face à une nature sauvage et une psyché qui les conduit à leur perte sont les thèmes porteurs de cette histoire angoissante d'une humanité qui touche à sa fin.

## Réception critique
Ce roman a été présenté comme un grand classique de la science-fiction dans les ouvrages suivants :
- Lorris Murail, Les Maîtres de la science-fiction, Bordas, collection « Compacts », 1993
- Francis Valéry, Passeport pour les étoiles, Gallimard, Folio SF no 30, 2000

## Éditions
- Denoël, Présence du futur no 74, 1964, rééditions en 1973, 1980, 1983 et 1987 (traduction de Marie-France Desmoulin)
- J'ai lu, no 2667 (traduction de Marie-France Desmoulin)
- Denoël, collection Lunes d'encre no 95, suivi de Sécheresse (nouvelle traduction de Michel Pagel)
- Gallimard, Folio SF no 387, 2011 (traduction de Michel Pagel)